# Lista de países por Índice de Desenvolvimento Humano (2006)
| acima de 0,950 0,900–0,949 0,850–0,899 0,800–0,849 0,750–0,799 0,700–0,749 | 0,650–0,699 0,600–0,649 0,550–0,599 0,500–0,549 0,450–0,499 0,400–0,449 | 0,350–0,399 0,300–0,349 abaixo de 0,300 não-disponível |

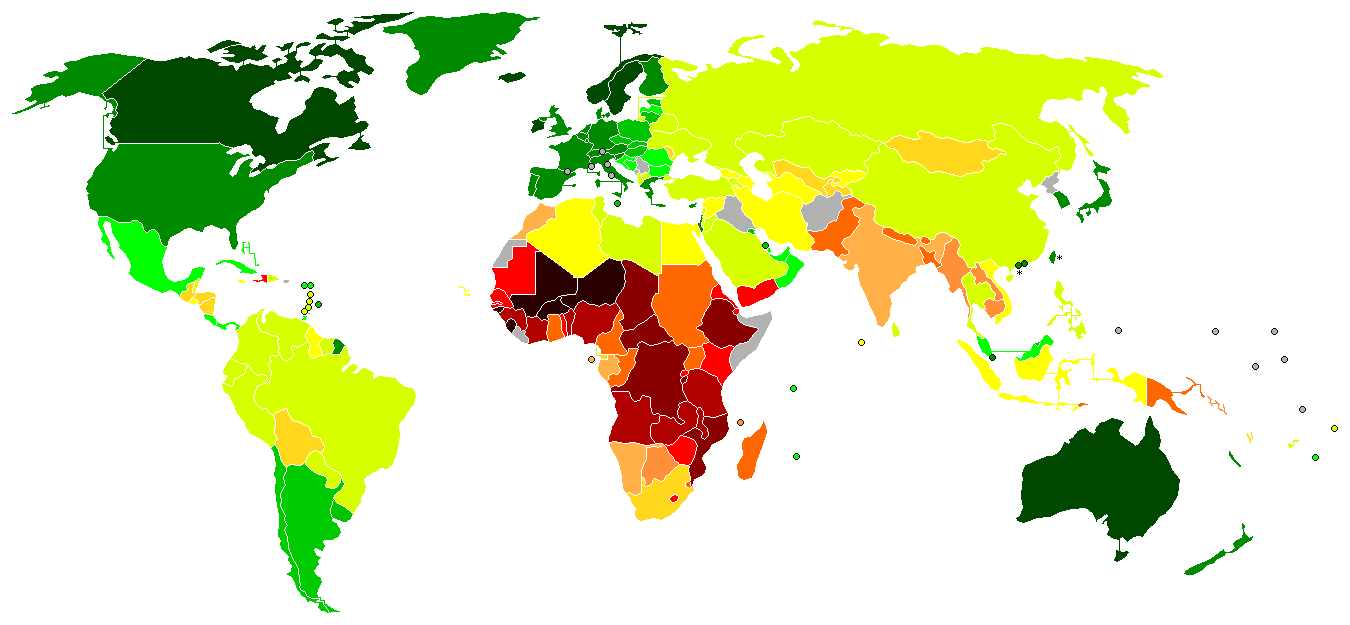
Mapa-múndi indicando o IDH (2006)

Lista de países ordenada por Índice de Desenvolvimento Humano (IDH). Tem por base os dados do Programa das Nações Unidas para o Desenvolvimento elaborado em 2006, com dados relativos a 2004.

## Elevado
| Pos. | País           | IDH   |
| ---- | -------------- | ----- |
| 1    | Noruega        | 0,970 |
| 2    | Islândia       | 0,969 |
| 3    | Austrália      | 0,967 |
| 4    | Irlanda        | 0,965 |
| 5    | Suécia         | 0,963 |
| 6    | Canadá         | 0,960 |
| 7    | Japão          | 0,956 |
| 8    | Estados Unidos | 0,955 |
| 9    | Suíça          | 0,955 |
| 10   | Países Baixos  | 0,953 |
| 11   | Finlândia      | 0,952 |
| 12   | Luxemburgo     | 0,951 |
| 13   | Bélgica        | 0,949 |
| 14   | Áustria        | 0,949 |
| 15   | Dinamarca      | 0,947 |
| 16   | França         | 0,946 |
| 17   | Itália         | 0,945 |
| 18   | Reino Unido    | 0,943 |
| 19   | Espanha        | 0,939 |
| 20   | Nova Zelândia  | 0,936 |
| 21   | Alemanha       | 0,932 |
| 22   | Hong Kong      | 0,927 |
| 23   | Israel         | 0,927 |
| 24   | Grécia         | 0,921 |
| 25   | Singapura      | 0,916 |
| 26   | Coreia do Sul  | 0,912 |
| 27   | Eslovênia      | 0,910 |
| 28   | Portugal       | 0,904 |
| 29   | Chipre         | 0,903 |
| 30   | Chéquia        | 0,901 |
| 31   | Barbados       | 0,901 |
| 32   | Malta          | 0,900 |

| Pos. | País                   | IDH   |
| ---- | ---------------------- | ----- |
| 33   | Kuwait                 | 0,893 |
| 34   | Brunei                 | 0,890 |
| 35   | Hungria                | 0,877 |
| 36   | Argentina              | 0,869 |
| 37   | Polónia                | 0,865 |
| 38   | Chile                  | 0,859 |
| 39   | Bahrein                | 0,859 |
| 40   | Estónia                | 0,858 |
| 41   | Lituânia               | 0,857 |
| 42   | Eslováquia             | 0,856 |
| 43   | Uruguai                | 0,851 |
| 44   | Croácia                | 0,849 |
| 45   | Letónia                | 0,847 |
| 46   | Qatar                  | 0,846 |
| 47   | Seychelles             | 0,846 |
| 48   | Costa Rica             | 0,845 |
| 49   | Emirados Árabes Unidos | 0,844 |
| 50   | Cuba                   | 0,843 |
| 51   | São Cristóvão e Neves  | 0,843 |
| 52   | Bahamas                | 0,842 |
| 53   | México                 | 0,841 |
| 54   | Bulgária               | 0,841 |
| 55   | Brasil                 | 0,840 |
| 56   | Omã                    | 0,834 |
| 57   | Trindade e Tobago      | 0,829 |
| 58   | Panamá                 | 0,827 |
| 59   | Antígua e Barbuda      | 0,818 |
| 60   | Romênia                | 0,813 |
| 61   | Malásia                | 0,811 |
| 62   | Bósnia e Herzegovina   | 0,806 |
| 63   | Maurício               | 0,805 |

## Médio
| Pos. | País                       | IDH   |
| ---- | -------------------------- | ----- |
| 64   | Líbia                      | 0,799 |
| 65   | Rússia                     | 0,799 |
| 66   | República da Macedônia     | 0,797 |
| 67   | Bielorrússia               | 0,797 |
| 68   | Dominica                   | 0,796 |
| 69   | Tonga                      | 0,795 |
| 70   | Colômbia                   | 0,790 |
| 71   | Santa Lúcia                | 0,790 |
| 72   | Venezuela                  | 0,784 |
| 73   | Albânia                    | 0,784 |
| 74   | Tailândia                  | 0,784 |
| 75   | Samoa                      | 0,778 |
| 76   | Arábia Saudita             | 0,777 |
| 77   | Ucrânia                    | 0,774 |
| 78   | Líbano                     | 0,774 |
| 79   | Cazaquistão                | 0,774 |
| 80   | Armênia                    | 0,768 |
| 81   | República Popular da China | 0,768 |
| 82   | Peru                       | 0,767 |
| 83   | Equador                    | 0,765 |
| 84   | Filipinas                  | 0,763 |
| 85   | Granada                    | 0,762 |
| 86   | Jordânia                   | 0,760 |
| 87   | Tunísia                    | 0,760 |
| 88   | São Vicente e Granadinas   | 0,759 |
| 89   | Suriname                   | 0,759 |
| 90   | Fiji                       | 0,758 |
| 91   | Paraguai                   | 0,757 |
| 92   | Turquia                    | 0,757 |
| 93   | Sri Lanka                  | 0,755 |
| 94   | República Dominicana       | 0,751 |
| 95   | Belize                     | 0,751 |
| 96   | Irão                       | 0,746 |
| 97   | Geórgia                    | 0,743 |
| 98   | Maldivas                   | 0,739 |
| 99   | Azerbaijão                 | 0,736 |
| 100  | Estado da Palestina        | 0,736 |
| 101  | El Salvador                | 0,729 |
| 102  | Argélia                    | 0,728 |
| 103  | Guiana                     | 0,725 |
| 104  | Jamaica                    | 0,724 |
| 105  | Turcomenistão              | 0,724 |

| Pos. | País                | IDH   |
| ---- | ------------------- | ----- |
| 106  | Cabo Verde          | 0,722 |
| 107  | Síria               | 0,716 |
| 108  | Indonésia           | 0,711 |
| 109  | Vietnã              | 0,709 |
| 110  | Quirguistão         | 0,705 |
| 111  | Egipto              | 0,702 |
| 112  | Nicarágua           | 0,698 |
| 113  | Uzbequistão         | 0,696 |
| 114  | Moldávia            | 0,694 |
| 115  | Bolívia             | 0,692 |
| 116  | Mongólia            | 0,691 |
| 117  | Honduras            | 0,683 |
| 118  | Guatemala           | 0,673 |
| 119  | Vanuatu             | 0,670 |
| 120  | Guiné Equatorial    | 0,653 |
| 121  | África do Sul       | 0,653 |
| 122  | Tadjiquistão        | 0,652 |
| 123  | Marrocos            | 0,640 |
| 124  | Gabão               | 0,633 |
| 125  | Namíbia             | 0,626 |
| 126  | Índia               | 0,611 |
| 127  | São Tomé e Príncipe | 0,607 |
| 128  | Ilhas Salomão       | 0,592 |
| 129  | Camboja             | 0,583 |
| 130  | Myanmar             | 0,581 |
| 131  | Botsuana            | 0,570 |
| 132  | Comores             | 0,556 |
| 133  | Laos                | 0,553 |
| 134  | Paquistão           | 0,539 |
| 135  | Butão               | 0,538 |
| 136  | Gana                | 0,532 |
| 137  | Bangladesh          | 0,530 |
| 138  | Nepal               | 0,527 |
| 139  | Papua-Nova Guiné    | 0,523 |
| 140  | República do Congo  | 0,520 |
| 141  | Sudão               | 0,516 |
| 142  | Timor-Leste         | 0,512 |
| 143  | Madagáscar          | 0,509 |
| 144  | Camarões            | 0,506 |
| 145  | Uganda              | 0,502 |
| 146  | Essuatíni           | 0,500 |

## Baixo
| Pos. | País       | IDH   |
| ---- | ---------- | ----- |
| 147  | Togo       | 0,495 |
| 148  | Djibouti   | 0,494 |
| 149  | Lesoto     | 0,494 |
| 150  | Iémen      | 0,492 |
| 151  | Zimbábue   | 0,491 |
| 152  | Quênia     | 0,491 |
| 153  | Mauritânia | 0,486 |
| 154  | Haiti      | 0,482 |
| 155  | Gâmbia     | 0,479 |
| 156  | Senegal    | 0,460 |
| 157  | Eritreia   | 0,454 |
| 158  | Ruanda     | 0,450 |
| 159  | Nigéria    | 0,448 |
| 160  | Guiné      | 0,445 |
| 161  | Angola     | 0,439 |
| 162  | Tanzânia   | 0,430 |

| Pos. | País                           | IDH   |
| ---- | ------------------------------ | ----- |
| 163  | Benim                          | 0,428 |
| 164  | Costa do Marfim                | 0,421 |
| 165  | Zâmbia                         | 0,407 |
| 166  | Malawi                         | 0,400 |
| 167  | República Democrática do Congo | 0,391 |
| 168  | Moçambique                     | 0,390 |
| 169  | Burundi                        | 0,384 |
| 170  | Etiópia                        | 0,371 |
| 171  | Chade                          | 0,368 |
| 172  | República Centro-Africana      | 0,353 |
| 173  | Guiné-Bissau                   | 0,349 |
| 174  | Burkina Faso                   | 0,342 |
| 175  | Mali                           | 0,338 |
| 176  | Serra Leoa                     | 0,335 |
| 177  | Níger                          | 0,311 |

## Dados não-disponíveis
| País            | IDH          |
| --------------- | ------------ |
| Afeganistão     | 0,229 (1993) |
| Andorra         | 0,944 (1997) |
| Iraque          | 0,583 (2000) |
| Kiribati        | 0,515 (1998) |
| Coreia do Norte | 0,766 (1995) |
| Libéria         | 0,311 (1993) |
| Liechtenstein   | 0,946 (1997) |
| Macau           | 0,909 (2003) |
| Ilhas Marshall  | 0,563 (1998) |
| Micronésia      | 0,569 (1998) |

| País       | IDH          |
| ---------- | ------------ |
| Mónaco     | 0,946 (1997) |
| Montenegro | 0,814 (1997) |
| Nauru      | 0,663 (1998) |
| Palau      | 0,861 (1998) |
| Porto Rico | 0,942 (1998) |
| San Marino | 0,944 (1997) |
| Sérvia     | 0,801 (1997) |
| Somália    | 0,284 (2001) |
| Taiwan     | 0,945 (2004) |
| Tuvalu     | 0,583 (1998) |
| Vaticano   |              |

## Dados passados
- Lista de países por Índice de Desenvolvimento Humano (2005)